# Ernst Zimmermann (Geologe, 1860)
Ernst Zimmermann (* 15. Juli 1860 in Gera; † 6. Januar 1944 ebenda) war ein deutscher Geologe, der sich insbesondere mit der Geologie Thüringens befasste.

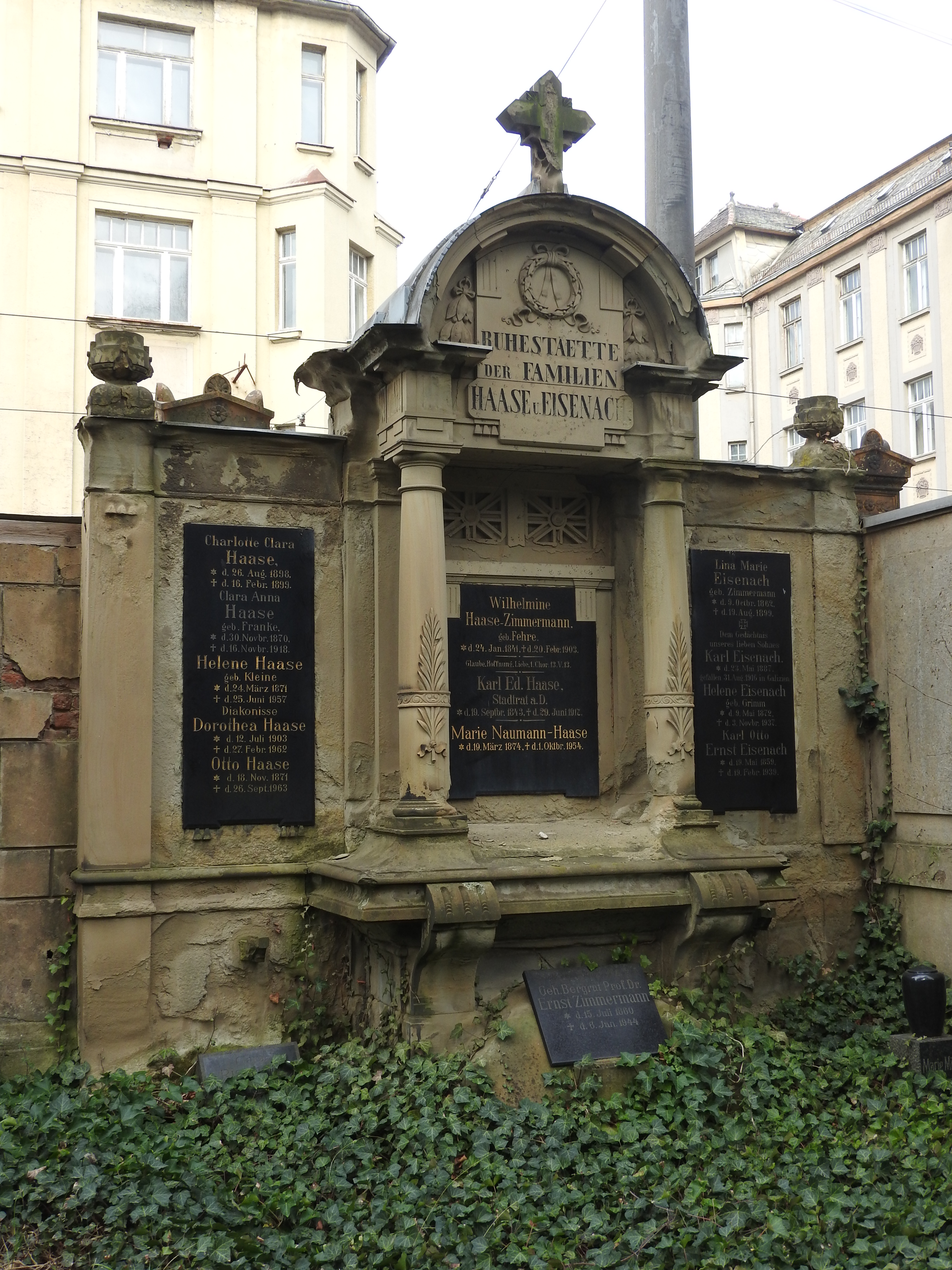
Grabstätte auf dem Südfriedhof in Gera. Die Grabplatte Zimmermanns befindet sich mittig unten.

## Leben
Zimmermann ging in Gera aufs Gymnasium und wurde schon als Schüler und danach als Student von seinem Lehrer Karl Theodor Liebe zu geologischen Kartierungsarbeiten in Thüringen, die Liebe im Auftrag der Preußischen Geologischen Landesanstalt (PGLA) ausführte, herangezogen. Er studierte Geologie in Jena bei Ernst Erhard Schmid (und zwei Semester in München bei Karl Alfred von Zittel), der ihn ebenfalls zu Kartierungen in Thüringen heranzog. 1883 promovierte er dort über das deutsche und alpine Rhaetium. In Jena studierte er auch Zoologie bei Ernst Haeckel. 1885/86 versah er die Aufgaben eines Kustos in der paläontologisch-geologischen Sammlung der Jenaer Universität bei Gustav Steinmann. Ab 1886 war er selbst bei der PGLA, für die er in Thüringen umfangreich kartierte. 1887 wurde Ernst Zimmermann zum Mitglied der Leopoldina gewählt. 1925 ging er in den Ruhestand. Er hatte den Rang eines Geheimen Bergrats.
Er gehörte im August 1912 zu den 34 Gründungsmitgliedern der Paläontologischen Gesellschaft.
1938 erhielt er die erste Gustav-Steinmann-Medaille. Er war Ehrenmitglied der Deutschen Geologischen Gesellschaft. 1927 wurde er Ehrenmitglied im Thüringischen Geologischen Verein.
Die Ernst-Zimmermann-Straße im Geraer Stadtteil Zwötzen ist seit dem 4. August 1950 nach dem Geologen benannt.

## Schriften
- Stratigraphische und paläontologische Studie über das deutsche und das alpine Rhät. Inaugural-Dissertation Uni Jena, Druck von Issleib und Rietzschel, Gera 1884
- Ein neuer Nautilus aus dem Grenzdolomit des thüringischen Keupers (Trematodiscus jugatonodosus). Jahrbuch der Königlich Preussischen geologischen Landesanstalt und Bergakademie zu Berlin für das Jahr 1889, 322–327, Tafel XXVII, Berlin 1892